# Raccourci clavier
 (juillet 2024).
Si vous disposez d'ouvrages ou d'articles de référence ou si vous connaissez des sites web de qualité traitant du thème abordé ici, merci de compléter l'article en donnant les références utiles à sa vérifiabilité et en les liant à la section « Notes et références ».

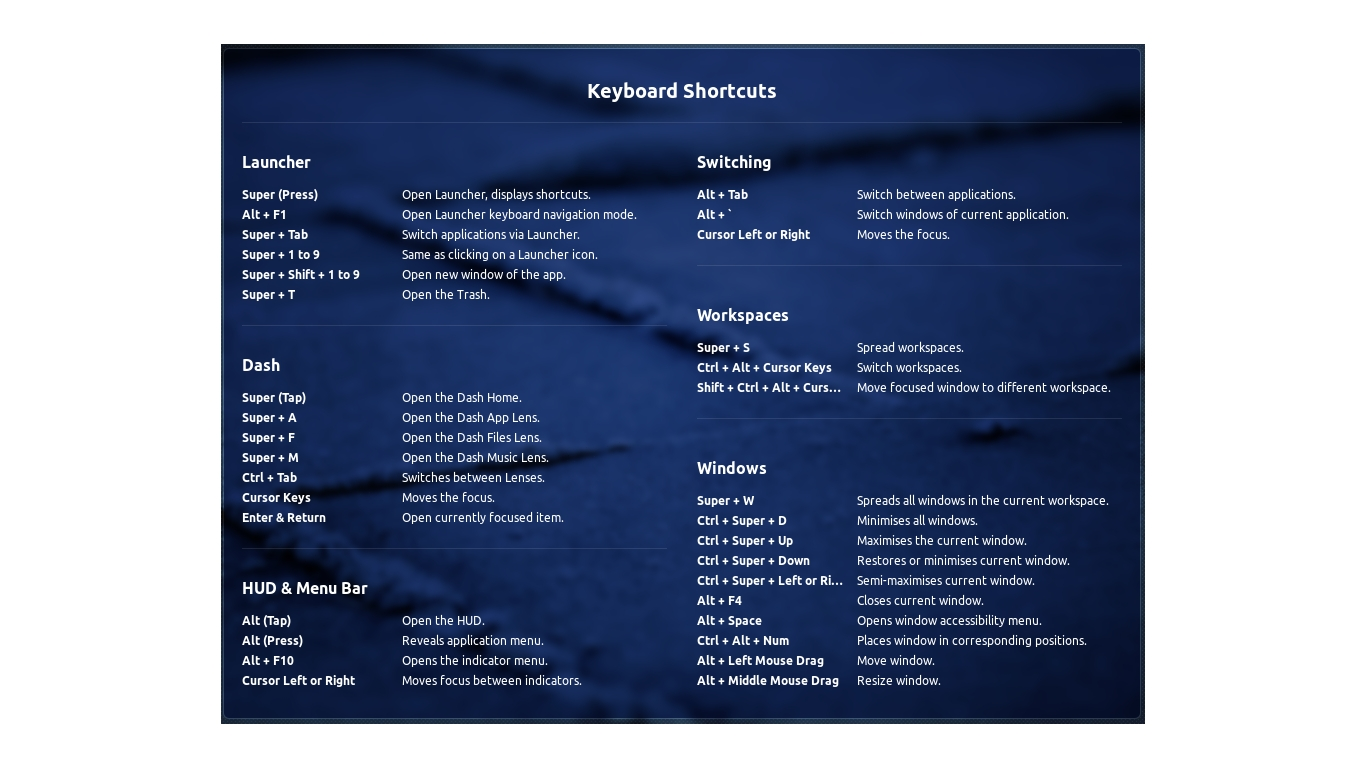
Liste des raccourcis clavier de Ubuntu 12.04 LTS.

Un raccourci clavier est une combinaison de touches qui une fois enfoncée permet d'exécuter un programme, une fonction ou une commande d'un programme. Les raccourcis clavier peuvent être composés d'une ou de plusieurs touches, on parle aussi de combinaison de touches dans le second cas. Pour demander à l'ordinateur d'exécuter des instructions, l'utilisateur peut avoir recours à un interpréteur de commandes ou à une interface graphique. Les jeux font maintenant souvent appel aux raccourcis clavier. Il existe aussi des raccourcis mêlant clavier et souris mais qui garde le terme de « raccourci clavier ».

## Invite de commande
En ligne de commande, seul le clavier peut être utilisé. Il permet d'écrire les instructions ou de les exécuter à l'aide de raccourcis claviers pour éviter de réécrire certaines instructions répétitives mais qui restent néanmoins importantes comme effacer l'écran. C'est un moyen plus rapide d'avoir ce que l'on veut.

## Interface graphique
Dans un environnement graphique comme le propose la plupart des systèmes d'exploitation récents, avec des fenêtres, des icônes, des menus et des boutons, l'ordinateur peut être piloté entièrement à la souris. Dans ce cas-là, le clavier n'est alors utilisé que pour écrire des informations comme du texte et des chiffres. Mais ce n'est pas la seule façon de procéder, les raccourcis claviers existent également sous interface graphique. En débutant, la plupart des utilisateurs préféreront utiliser la souris car l'interface graphique apparaît comme un moyen de communication avec l'homme très intuitif et visuel. Cependant après de nombreuses heures d'utilisation, quelques inconvénients de ce mode de pilotage finissent par apparaître : le manque de précision de la souris (surtout pour les souris à boule) qui peut provoquer des erreurs, et les déplacements de la souris qui peuvent constituer une légère perte de temps à chaque instruction que va demander l'utilisateur à l'ordinateur, ce qui à la longue donne une perte de temps non négligeable. Tout l'intérêt des raccourcis claviers se trouve dans la pratique de la dactylographie (principe de la prise de texte à 10 doigts sans regarder le clavier) : Si l'on doit s'interrompre régulièrement pour prendre la souris, on perd grandement en efficacité ; tandis qu'en gardant tous ses doigts sur le clavier, en utilisant les raccourcis clavier, on ne perd pas la moindre seconde.
Si les raccourcis claviers dans un premier temps semblent ne pas être beaucoup plus avantageux (recherche des touches sur le clavier, oubli des raccourcis), une fois bien maîtrisés ils permettent d'aller bien plus vite et donc d'augmenter son efficacité. Cependant l'utilisation seule du clavier n'est pas toujours pratique, comme pour certaines activités tel que la navigation sur Internet ; une bonne solution reste alors d'alterner les utilisations qu'on fait du clavier et de la souris en adaptant sa pratique et son utilisation de chaque à ses besoins immédiats.

## Jeu vidéo
Si les jeux les plus anciens et aujourd'hui les jeux simples demandent au joueur d'utiliser uniquement le clavier (comme Pacman) ou la souris (comme le démineur), la plupart des jeux vidéo récents sur ordinateur font appel aux deux périphériques d'entrées car ils sont principalement basés sur l'interactivité. Les raccourcis clavier sont alors souvent appelés les « contrôles ». Dans certains jeux ils permettent d'aller plus vite : les jeux de stratégie (comme Warcraft III, quasiment indispensables), les jeux de gestion, de simulation de vie (comme Les Sims). Et pour d'autres ils sont indispensables comme les jeux de tir à la première personne.

## Utilisation
Lorsque le raccourci clavier correspond à une combinaison de touches, dans la plupart des cas il n'est pas nécessaire de les enfoncer exactement en même temps. Par exemple dans l'environnement de Windows XP et certains autres systèmes d'exploitation la combinaison de touches ALT et F4 (noté « ALT+F4 ») permet de fermer la fenêtre active (celle à qui s'adresse l'utilisateur). Il faut alors en premier appuyer sur « ALT » et maintenir la touche enfoncée puis appuyer brièvement sur la touche F4. Si l'utilisateur maintient cette combinaison, la fenêtre active sera alors fermée puis la fenêtre suivante deviendra à son tour active et sera quasiment aussitôt fermée. L'utilisateur peut ainsi fermer toutes ses fenêtres ouvertes (excepté si un programme travaille sur un fichier qui n'a pas été enregistré et qu'il soit paramétré pour demander l'enregistrement à la fermeture) en un court instant tandis que la même opération peut prendre plusieurs secondes à la souris. La façon d'appuyer sur plusieurs touches peut être paramétrée dans certains systèmes d'exploitation au niveau de la temporisation pour permettre de faciliter l'appui sur plusieurs touches simultanément (une combinaison de trois touches par exemple peut être un exercice difficile pour certains utilisateurs).

## Moyens mnémotechniques
Bien souvent, les raccourcis clavier ne sont pas choisis par hasard. Pour certaines touches, leur utilisation est très instinctive comme les touches « Suppr » pour supprimer, « Inser » pour insérer ou encore « Pause » et « Impr Écran » pour faire une capture d'écran. Pour les autres, les programmeurs tentent de les associer à la première lettre du nom qui décrit l'action qui leur est associée, connaître l'anglais est alors un avantage comme les exemples « CTRL+F » pour Find (rechercher), « CTRL+S » pour Save (sauvegarder) ou « CTRL+P » pour Print (imprimer) le montrent. Dans d'autres cas, il est possible de personnaliser soi-même ses propres raccourcis.
Pour éviter d'avoir une multitude de raccourcis clavier à retenir, une certaine harmonisation tente d'être mise en place sur les différents logiciels[réf. nécessaire].

## Aide
Les raccourcis clavier d'un programme, d'un système d'exploitation ou d'un jeu sont souvent indiqués dans leur aide ou documentation.